# Mauro Petrolo
Mauro Petrolo (Roma, 10 febbraio 1971) è uno scacchista italiano.

## Carriera scacchistica
Iscritto all'ASIGC e all'ICCF, partecipa per la prima volta ad un campionato italiano di scacchi per corrispondenza nel 2004, accedendo alla finale del 57º campionato e classificandosi al secondo posto.
Si laurea per la prima volta campione italiano assoluto di scacchi per corrispondenza vincendo la 58º finale. Si conferma campione nella 59ª e nella 60ª finale, diventando il secondo giocatore a vincere tre titoli italiani di fila. L'impresa era riuscita solo a Giorgio Porreca, che vinse ben 6 titoli consecutivi dal 1966 al 1973.
È membro della squadra italiana, che conquista la medaglia d'argento, sia nel VII che nell'VIII Campionato Europeo a squadre di scacchi per corrispondenza.
Fa parte della squadra italiana anche nella finale della XVIII Olimpiade di scacchi per corrispondenza.
Nel 2008 consegue il titolo di Maestro Internazionale e nel 2009 quello di Maestro Internazionale Senior.